# Mtirala-Nationalpark
Der Mtirala-Nationalpark (georgisch მტირალას ეროვნული პარკი) ist ein Naturschutzgebiet in der georgischen Region Adscharien. Der Park erstreckt sich rund um den Berg Mtirala und umfasst auch die Siedlung Chakvistavi in der es hauptsächlich traditionelle adscharische Häuser gibt. Der Name Mtirala (deutsch: Heulsuse) leitet sich von der bei 4520 mm liegen jährlichen Niederschlagsmenge her, die das Gebiet zu einem der regenreichsten der ehemaligen Sowjetunion machte.

## Flora und Fauna
Die Flora setzt sich aus 284 Arten in 202 Gattungen zusammen und wird von Wäldern geprägt. Über 1000 m findet sich ein Buchenwald, in dem auch Walnussbäume, Hainbuchen und Ulmen vorkommen. Zwischen 550 m und 1000 m wird der Wald von Walnussbäumen, Buchen, Erlen, Kaukasischen Eichen (Quercus macranthera)  und Linden dominiert. Das Unterholz besteht in diesen Höhenlagen vornehmlich aus Azaleen, Lorbeerkirschen und Buchsbäumen. In tieferen Lagen finden sich vor allem Buchen, Hainbuchen und Erlen. Zu den seltenen Pflanzen zählt unter anderen die endemische Birkenart Betula medwedewii.
95 Wirbeltierarten sind auf dem Parkgebiet nachgewiesen.
Neben Braunbären, Rotfüchsen, Dachsen, Hasen, Kaukasischen Eichhörnchen (Sciurus (Tenes) anomalus), Rehen, Wildkatzen und Wildschweinen kommen im Parkgebiet auch vereinzelt Luchse und Wölfe vor.
Zu den wichtigsten Vertretern der Avifauna zählen, neben Greifvögeln wie dem Zwergadler, dem Mäusebussard und dem Turmfalken, auch Uhu, Pirol und Wiedehopf.
Entlang der vielen durch das niederschlagsreiche Klima begünstigten Wasserläufe, leben zahlreiche Amphibien, darunter der Kaukasus-Salamander, Triturus vittatus, Bufo verrucosissimus, der Europäische Laubfrosch, der Kleinasiatische Braunfrosch und der Seefrosch.

## Touristische Erschließung
Der um Chakvistavi gelegene Teil des Parkes ist teilweise touristisch erschlossen. Die Parkverwaltung hat hier ein Informationszentrum mit Ausstellung zum Park eingerichtet und es existieren Übernachtungsmöglichkeiten. Des Weiteren starten von hier ausgeschilderte Wanderwege.

## Andere Nutzungen
Zu Sowjetzeiten war eine Flugabwehr-Division an der zur Türkei hin gelegenen Grenze des Parks stationiert. Einige Überreste der Basis sind noch erhalten.

## Nachweise
- Georgian Center for the Protection of Wildlife: Protected Areas of Georgia. 1. Auflage. Tsingnis Sakhelosno, Tiflis 2007, ISBN 978-99928-70-70-9
- Mtirala National Park. Abgerufen am 6. August 2011 (englisch).